# Mischa Maisky
Mischa Maisky (lettül Miša Maiskis, oroszul Михаил Леопольдович Майский, héberül מישה מייסקי) (Riga, 1948. január 10. –) a Szovjetunióban született izraeli csellista.

## Élete, munkássága
Maisky Rigában, az akkori Lett Szovjet Szocialista Köztársaságban született. Apja idealista kommunista volt, aki eredeti Boguszlavszkij családnevét május 1., a munka ünnepe tiszteletére Pervomajszkijra akarta változtatni, de végül Majszkijra sikerült. „A szüleim valójában Ukrajnából származnak, és családunkban én vagyok az egyetlen, aki Lettországban született” – nyilatkozta. Bátyja, Valerij (1942–1981) orgonista-csembalista, nővére, Lena (Lina) Jacobson (1938–?) zongorista  volt. Zenei tanulmányait nyolcéves korában szülővárosában, a Gyermek Zeneiskolában és a Konzervatóriumban kezdte, majd 1962-ben a leningrádi konzervatóriumban folytatta. 1966-ban a moszkvai Nemzetközi Csajkovszkij Verseny díjnyertese volt. Ezt követően a moszkvai konzervatóriumba került, és Msztyiszlav Rosztropovicsnál tanult tovább. Szoros kapcsolat alakult ki közöttük, és Maisky őt tartja második apjának és szellemi mentorának. „Mindenki tudja, hogy ő volt az egyik legnagyobb zenész. De meg vagyok győződve arról, hogy még nagyobb tanár volt” – mondta róla 2013-ban. Szólistaként már 1965-ben bemutatkozott a Leningrádi Filharmonikusokkal, és a következő években folyamatosan koncertezett szerte a Szovjetunióban. Rosztropovics így méltatta a fiatal Maisky művészetét: „… a fesztiválok fiatalabb generációjának egyik legkiemelkedőbb tehetsége. Játékában ötvözi a költészetet és a finomságot a temperamentummal és a ragyogó technikával.” 1970-ben börtönbe zárták (Lena nevű zongorista nővére 1969-ben távozott Izraelbe, ami Maiskyt is gyanúba keverte), és egy Gorkij környéki munkatáborban töltött másfél évet. Szabadulása után – hogy elkerülje a katonaságot – egy pszichiátriai intézményben töltött két hónapot. A történtek miatt nem kapott diplomát a moszkvai konzervatóriumban. Végül 1972-ben legálisan emigrálhatott Izraelbe. Ebben Teddi Kollek, Jeruzsálem polgármestere is segített neki azzal, hogy amerikai pénzügyi forrást szerzett számára. Maisky ezt követően 1995-ig nem is tért vissza Oroszországba. Mischa Maisky izraeli állampolgár, de Belgiumban él.
1973-ban Mischa Maisky megnyerte a Gaspard Cassado Nemzetközi Versenyt Firenzében, majd novemberben debütált a New York-i Carnegie Hallban a Pittsburghi Szimfonikus Zenekarral, William Steinberg vezetésével. A koncert után kapta meg azt a hangszert, amin a mai napig játszik. A gordonka 1720-ban készült Velencében, a híres olasz mester, Domenico Montagnano műhelyében. Előző tulajdonosa egy névtelenségbe burkolózó 94 éves amatőr csellista volt, aki New Yorkban élt. 1974-ben felkereste az Egyesült Államokban élő legendás Gregor Piatigorsky gordonkaművészt, és négy hónapig tanult nála. Őt tartja második mentorának. „Mindig azt mondom, hogy én vagyok a legboldogabb csellista a világon, mert két nagy mesternél sikerült tanulnom! Nagyon különböztek egymástól, de volt valami közös a zenével és a tanítással kapcsolatban” – nyilatkozta.
Nemzetközi karrierje az 1970-es évek közepén indult be. 1976-ban mutatkozott be Londonban a Royal Filharmonikus Zenekar vendégeként, 1977-ben pedig Radu Lupuval lépett fel ugyancsak Londonban. A Deutsche Gramophonnal 1984-ben készítette el első hangfelvételét: Johannes Brahms Kettősversenyét játszotta Gidon Kremerrel, a Bécsi Filharmonikusokat Leonard Bernstein vezényelte. Ezután 1985-ben exkluzív szerződést kötött a lemezkiadóval, és sorra lemezre játszotta a zeneirodalom nagy csellóversenyeit és gordonkás kamaraműveit. 1995-ben, 23 év után először tért vissza Oroszországba. Moszkvában adott koncertet, és hangfelvételt készített Prokofjev és Mjaszkovszkij műveiből Mihail Pletnyov és az Orosz Nemzeti Zenekar közreműködésével.
Mischa Maisky világszínvonalú művész, szívesen látott rendszeres vendég a nagy nemzetközi fesztiválokon, a leghíresebb hangversenytermekben. Olyan karmesterekkel dolgozott együtt, mint Leonard Bernstein, Carlo Maria Giulini, Lorin Maazel, Zubin Mehta, Riccardo Muti, Giuseppe Sinopoli, Vladimir Ashkenazy, Daniel Barenboim, Jurij Tyemirkanov, Mariss Jansons vagy Valerij Gergijev. Zenei partnerei közé tartozott például Martha Argerich, Radu Lupu, Jevgenyij Kiszin, Itzhak Perlman, Lang Lang, Gidon Kremer, Jurij Basmet, Vagyim Repin, Maxim Vengerov, Joshua Bell és Janine Jansen. Az utóbbi években gyakran játszik együtt zongorista lányával, Lily Maiskyval (1987). illetve hegedűs fiával, Sascha Maiskyval (1989), és a családi trió létrejöttével nagy álma valósult meg. „Lányommal több mint 11 éve együtt játszunk a világ minden táján, és hármunknak sikerült turnézni Amerikában, Japánban és Kínában, és természetesen Európában.”
Maisky művészetét világszerte elismeri a közönség, játékának azonban van egy oldala, amit a kritika néha fel szokott emlegetni: az erőteljesen végigvitt romantikus stílus, illetve ezzel összefüggésben a vibrato használata akár barokk zenedarabok esetén is. Maga ezt nyilatkozta erről a kérdésről: „Hogy őszinte legyek, azt hiszem, hogy manapság senki nem tudja, hogyan játszották ezt a zenét. Nem hiszem, hogy létezik olyan dolog, mint a stílus hitelessége. Sokkal inkább az érzelem hitelessége.” Arra a kérdésre, hogy miért nem tanít, miért nem vezényel, azt válaszolta hogy „… mindig azt kell tenned, amit a legjobban tudsz. Én csellista vagyok. Ezért nem vezényelek és nem tanítok. Mások mindkettőt megteszik, és nekik ez jól is mehet, de én csak játszom.”
Világpolgárnak tartja magát: „Olasz csellón játszom francia és német vonókkal, osztrák és német húrokkal, hat gyermekem négy országban született, második feleségem (Evelyn De Silva – szerk.) félig Srí Lanka-i félig olasz, japán autót vezetek, svájci órát hordok, és otthon érzem magam mindenhol, ahol az emberek értékelik és élvezik a klasszikus zenét.”

## Felvételei
Válogatás elsősorban az AllMusic és a Deutsche Grammophon nyilvántartásából.

| Megjelenés | Tartalom                                                                                               | Közreműködők                                                               | Kiadó               |
| ---------- | --- | -------------------------------------------------------------------------- | ------------------- |
| 1983       | Franck, Debussy: Cselló-zongoraszonáták                                                                | Martha Argerich                                                            | His Master's Voice  |
| 1984       | Brahms: Kettősverseny, Akadémiai ünnepi nyitány                                                        | Gidon Kremer, Bécsi Filharmonikusok, Leonard Bernstein                     | Deutsche Grammophon |
| 1985       | Bach: Goldberg-variációk                                                                               | Gérard Caussé, Dmitrij Szitkoveckij                                        | Orfeo               |
| 1985       | Bach: Cselló-zongoraszonáták BWV 1027–1029                                                             | Martha Argerich                                                            | Deutsche Grammophon |
| 1985       | Bach: Cselló szólószvitek BWV 1007–1012                                                                |                                                                            | Deutsche Grammophon |
| 1985       | Schubert: Arpeggione szonáta; Schumann: Fantasiestücke                                                 | Martha Argerich                                                            | Philips             |
| 1987       | Haydn: Csellóversenyek                                                                                 | Európa Kamarazenekar                                                       | Deutsche Grammophon |
| 1989       | Dvořák: Csellóverseny; Bloch: Schelomo                                                                 | Izraeli Filharmonikus Zenekar, Leonard Bernstein                           | Deutsche Grammophon |
| 1991       | Elgar: Csellóverseny; Csajkovszkij: Rokokó-variációk                                                   | Philharmonia Zenekar, Giuseppe Sinopoli                                    | Deutsche Grammophon |
| 1991       | Beethoven: Cselló-zongoraszonáták, Variációk                                                           | Martha Argerich                                                            | Deutsche Grammophon |
| 1994       | Elgar: Enigma-variációk, Csellóverseny, Vonósszerenád                                                  | Philharmonia Zenekar, Giuseppe Sinopoli                                    | Deutsche Grammophon |
| 1995       | Vivald, Boccherini: Csellóversenyek                                                                    | Orpheus Kamarazenekar                                                      | Deutsche Grammophon |
| 1997       | Mjaszkovszkij: Sinfonia Concertante; Prokofjev: Csellóverseny                                          | Orosz Nemzeti Zenekar, Mihail Pletnyov                                     | Deutsche Grammophon |
| 1998       | Saint-Saëns: 1. csellóverseny, 1. csellószonáta                                                        | Orpheus Kamarazenekar, Daria Hovora                                        | Deutsche Grammophon |
| 1999       | Sosztakovics, Csajkovszkij: Zongoratriók                                                               | Martha Argerich, Gidon Kremer                                              | Deutsche Grammophon |
| 1999       | Brahms: Cselló-zongoraszonáták                                                                         | Pavel Gililov                                                              | Deutsche Grammophon |
| 2000       | Schumann: Csellóverseny és más darabok                                                                 | Martha Argerich                                                            | Deutsche Grammophon |
| 2002       | Mendelssohn: Cselló-zongoraszonáták, Hét dal szöveg nélkül                                             | Sergio Tiempo                                                              | Deutsche Grammophon |
| 2004       | Brahms: Zongorakvartett; Schumann: Fantasiestücke                                                      | Martha Argerich, Jurij Basmet, Gidon Kremer                                | Deutsche Grammophon |
| 2005       | Mischa Maisky and Martha Argerich in Concert [élő]                                                     | Martha Argerich                                                            | Deutsche Grammophon |
| 2006       | Franck, Debussy: Cselló-zongoraszonáták                                                                | Martha Argerich                                                            | EMI Music           |
| 2007       | Rachmaninov: Zongora-cselló darabok                                                                    | Sergio Tiempo                                                              | Deutsche Grammophon |
| 2009       | Csajkovszkij, Rachmaninov: Zongoratriók                                                                | Lang Lang, Vagyim Repin                                                    | Deutsche Grammophon |
| 2011       | Dvorák, Elgar: Csellóversenyek                                                                         |                                                                            | Deutsche Grammophon |
| 2012       | Dvořák: Csellóverseny; Strauss: Don Quixote                                                            | Tabea Zimmermann, Berlini Filharmonikusok, Zubin Mehta                     | Deutsche Grammophon |
| 2013       | Mischa Maisky 10 Classic Albums                                                                        |                                                                            | Deutsche Grammophon |
| 2018       | Adagietto. Bach, Mozart, Szkrjabin és más szerzők darabjai                                             | Lily Maisky, Martha Argerich, Janine Jansen, Julian Rachlin, Sascha Maisky | Deutsche Grammophon |
| 2019       | Mischa & Lily Maisky 20th Century Classics. Bloch, Britten, Bartók, Stravinsky és más szerzők darabjai | Lily Maisky                                                                | Deutsche Grammophon |